# Biała księga
Biała księga (ang. white paper) – raport wykonany przez rząd, instytucję lub organizację, zawierający analizę danego produktu, usługi, technologii lub programu.
W terminologii Unii Europejskiej biała księga to dokument zawierający opracowane urzędowo, koncepcyjne propozycje odnoszące się do określonych dziedzin polityki unijnej i zazwyczaj prezentuje katalog konkretnych propozycji i środków, których realizacja ma służyć urzeczywistnianiu zadań traktatowych. Często punktem wyjścia dla białej księgi jest zielona księga, a następstwem – przygotowanie przez Komisję Europejską propozycji szczegółowych aktów prawnych.